# فوبكه هويكسترا
فوبكه باستيان هويكسترا (بالهولندية: Wopke Bastiaan Hoekstra) هو سياسي هولندي من حزب النداء الديمقراطي المسيحي ولد في يوم 30 سبتمبر 1975 في قرية بينيكوم في هولندا. درس القانون في جامعة لايدن. يشغل حالياً منصب وزير المالية في حكومة مارك روته منذ سنة 2017. في سنة 2020 أصبح زعيم حزب النداء الديمقراطي المسيحي.